# Rink Cornelisse
Rink Cornelisse (Amsterdam, 27 april 1947) is een Nederlands voormalig wielrenner. Hij is de jongere broer van oud wielrenner en Olympiër Henk Cornelisse en de oom van Michel Cornelisse.
Cornelisse reed als amateur in de ploeg van Joop Zoetemelk voordat deze doorbrak in het profcircuit. Vanwege een zware val in zijn laatste jaar als amateur verbrijzelde Cornelisse zijn sleutelbeen waardoor zijn profcarrière maar van korte duur was en hij geen overwinningen behaalde.